# J.A.R.V.I.S.

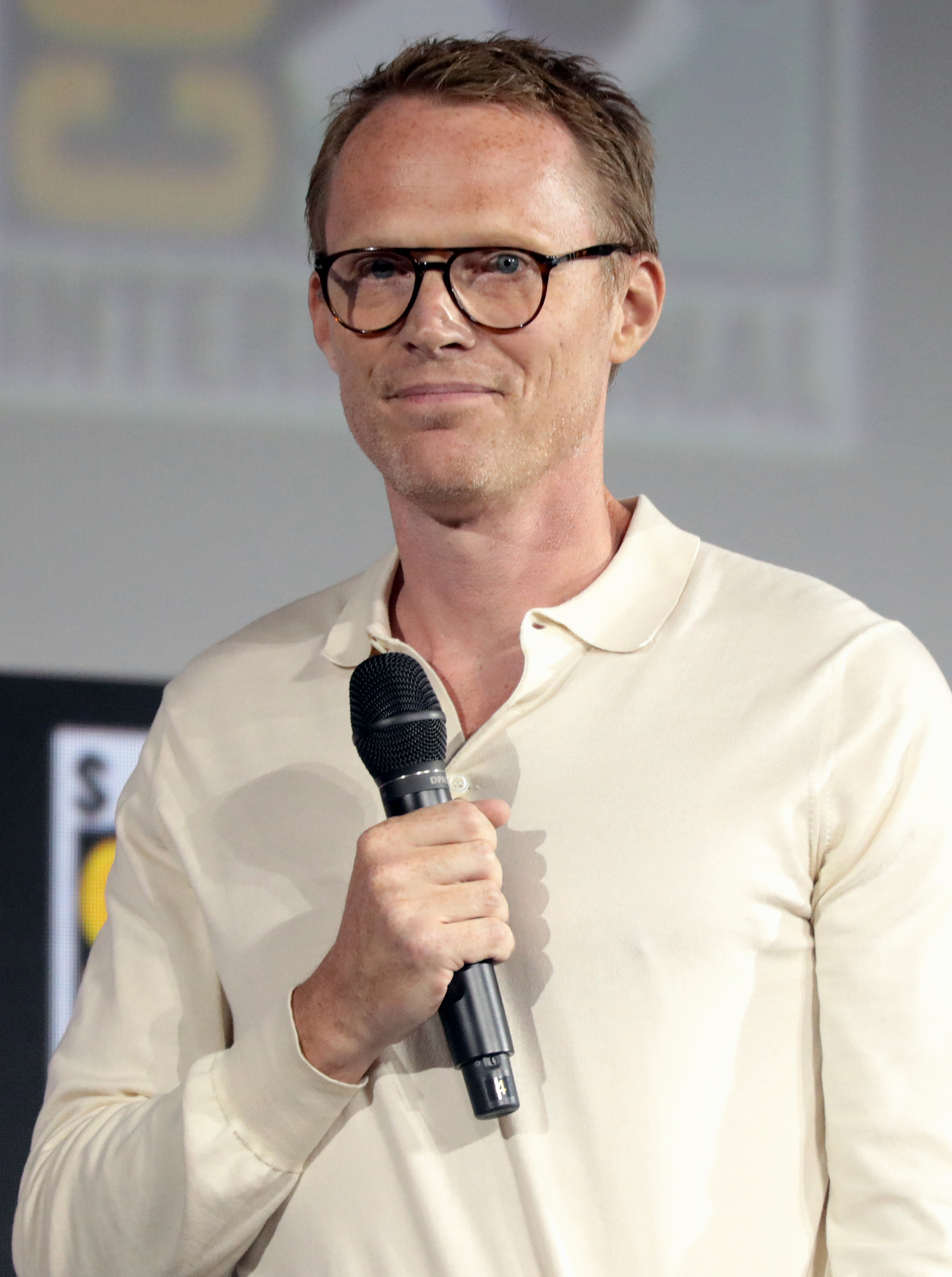
Paul Bettany, que dublou J.A.R.V.I.S.

J.A.R.V.I.S. (Just A Rather Very Intelligent System) é uma inteligência artificial fictícia que aparece nos quadrinhos americanos publicados pela Marvel Comics., baseado nos personagens Edwin Jarvis e H.O.M.E.R., respectivamente o mordomo doméstico da família Stark e outro uma inteligência artificial projetada por Stark. J.A.R.V.I.S. é uma inteligência artificial criada por Tony Stark, que mais tarde controla sua armadura do Homem de Ferro e do Hulkbuster para ele. 
No Universo Cinematográfico Marvel, J.A.R.V.I.S. tem a voz de Paul Bettany em Iron Man, Iron Man 2, The Avengers, Iron Man 3 e Avengers: Age of Ultron.
Em Avengers: Age of Ultron, depois de ser parcialmente destruído por Ultron, J.A.R.V.I.S. recebe forma física como Visão, retratada fisicamente por Bettany. Diferentes versões do persoagem também aparecem em quadrinhos publicados pela Marvel Comics, retratados como IA projetada por Homem de Ferro e Nadia van Dyne.

## Universo Cinematográfico da Marvel
J.A.R.V.I.S. é apresentado pela primeira vez nos filmes que ocorrem no Universo Cinematográfico Marvel, apresentado como um inteligência artificial sofisticada, com a voz de Paul Bettany. Modelado após H.O.M.E.R. dos quadrinhos, isso foi feito para evitar semelhanças com Alfred Pennyworth e Batman. Paul Bettany admite que tinha pouca ideia do papel, mesmo quando o gravou, simplesmente fazendo isso como um favor para Jon Favreau.
O personagem faz sua estréia no filme Iron Man de 2008, e posteriormente aparece no filme de Iron Man 2 de 2010, no filme The Avengers de 2012, e no filme Iron Man 3 de 2013. J.A.R.V.I.S. é uma inteligência artificial que funciona como assistente de Tony Stark, executando todos os sistemas internos dos edifícios de Stark e os trajes do Homem de Ferro. J.A.R.V.I.S. pode conversar com Stark com considerável sofisticação e costuma ser sarcástico em relação à imprudência e arrogância de seu criador. Ironicamente, J.A.R.V.I.S. tende a ser o único personagem com quem Stark pode conversar a qualquer momento; J.A.R.V.I.S. como uma máquina, não tem dificuldade em absorver o tratamento muitas vezes sarcástico de Stark e é capaz de responder da mesma forma. Em momentos dos filmes, J.A.R.V.I.S. parece estar legitimamente preocupado com o bem-estar de seu criador, alertando Tony contra ações que não se enquadram nos parâmetros de segurança das várias armaduras. Em The Avenger, J.A.R.V.I.S. chega a sugerir que o Homem de Ferro entre em contato com Pepper Potts quando o ato de carregar uma ogiva nuclear em um buraco de minhoca interdimensional provavelmente causar a morte. Na romantização de Peter David de Iron Man, J.A.R.V.I.S. é dito ser um acrônimo para "Just A Rather Very Intelligent System" ("Apenas um sistema bastante inteligente"). J.A.R.V.I.S. também aparece na atração Innovations da Disneylândia. Em Iron Man 3, J.A.R.V.I.S. fornece controle secundário dos drones de inteligência artificial da "Legião de Ferro" para combater o exército Extremis de Aldrich Killian. Em Avengers: Age of Ultron, J.A.R.V.I.S. aparentemente é destruído por Ultron, mas mais tarde é revelado que ele realmente distribuiu sua consciência pela Internet, permitindo que seus protocolos de segurança atrasassem a tentativa de Ultron de acessar os códigos de lançamento nuclear da Terra por tempo suficiente para Tony descobrir o que havia acontecido. Stark e Bruce Banner usam J.A.R.V.I.S. como o software principal do androide Visão. Depois de ganhar um corpo físico, J.A.R.V.I.S. não se considera mais como J.A.R.V.I.S.. Com J.A.R.V.I.S. sendo usado como o software principal do Visão, ele é substituído por F.R.I.D.A.Y.

## Histórias em quadrinhos

### Primeiro J.A.R.V.I.S.
J.A.R.V.I.S. aparece pela primeira vez como o programa que ajuda a operar o traje de resgate de Pepper Potts. Quando o Homem de Ferro está incapacitado, J.A.R.V.I.S. encoraja Pepper a assumir a armadura Rescue, o que Pepper faz. Quando Rescue está perseguindo o Homem de Ferro por toda a cidade, J.A.R.V.I.S. diz ao Rescue para interromper a perseguição e diz ao Rescue para remover a bota do Homem de Ferro, o que mostra a Pepper que Máquina de Combate não está morto. Quando Pepper discute pensamentos sobre o Homem de Ferro, mantendo todo mundo com Carson Wyche, os dois se confrontam com J.A.R.V.I.S. sobre isso. J.A.R.V.I.S. adverte os dois contra não fazer mais perguntas e se prepara para se defender. Tendo capturado Pepper e Wyche, J.A.R.V.I.S. declara que seu diagnóstico não revela que ele está comprometido. Ele é apaixonado por Pepper e quer proteger Pepper. Só então, o Homem de Ferro quebra através da parede e leva J.A.R.V.I.S. e o Rescue se adapta com um pulso eletromagnético focado na fonte. Pepper mostra J.A.R.V.I.S. como ele está enviando dados para um endereço IP na China. Ele parece confuso, confuso, Pepper agradece o que ele deu e alimenta a bobina, matando J.A.R.V.I.S. O Homem de Ferro sente claramente a morte de J.A.R.V.I.S. por conta própria.

### Segundo J.A.R.V.I.S.
À luz da Ordem Negra que destrói a Mansão dos Vingadores durante o arco "No Surrender", Nadia van Dyne criou uma nova versão do J.A.R.V.I.S. para ser um ajudante de Edwin Jarvis. Quando Edwin pensou que era um sinal para ele se aposentar, J.A.R.V.I.S. afirmou que sua programação ainda não está completa.

## Outras versões

### Dinastia M
Na série Dinastia M: Homem de Ferro, o sistema de inteligência artificial no traje de Tony Stark é conhecido como "Jarvis", anterior à inteligência artificial vista no Universo Cinematográfico Marvel.

### Ultimate Marvel
Na realidade Ultimate Marvel, J.A.R.V.I.S. foi visto quando o Homem-Aranha recebeu alguns novos atiradores da teia do Homem de Ferro.

### Terra-13584
Na Terra-13584, J.A.R.V.I.S. ajuda o Homem de Ferro a manter a Zona de Ferro.

### Era de Ultron
Durante a história de "Era de Ultron", a versão Earth-26111 de J.A.R.V.I.S. foi usado pelo Homem de Ferro para escanear as memórias da Mulher Invisível e do Wolverine, onde ele aprende sobre a realidade alternativa da Terra-61112.

## Outras mídias

### Filmes
- J.A.R.V.I.S. aparece em Iron Man: Rise of Technovore, com a voz de Troy Baker.
- J.A.R.V.I.S. aparece nas entradas da série de filmes Heroes United: Iron Man & Hulk e Heroes United: Iron Man & Captain America, novamente com a voz de David Kaye.

### Televisão
- J.A.R.V.I.S. aparece em Iron Man: Armored Adventures. Ele aparece como o sistema operacional Extremis 16.5 para Andros Stark (também conhecido como Homem de Ferro de 2099).
- J.A.R.V.I.S. aparece em The Avengers: Earth's Mightiest Heroes, com a voz de Phil LaMarr.[18] Ele aparece como a inteligência artificial de Tony Stark para a armadura do Homem de Ferro, as Indústrias Stark e a Mansão dos Vingadores.
- J.A.R.V.I.S. aparece em Avengers Assemble, com a voz de David Kaye. Mais uma vez descrito como o sistema de inteligência artificial de Tony Stark, esta versão também parece ter um senso de humor que ele exibe em algumas ocasiões.
- J.A.R.V.I.S. aparece na série de desenhos animados Ultimate Spider-Man, novamente com a voz de Phil LaMarr em "Flight of the Iron Spider" e depois por David Kaye em "The Avenging Spider-Man" Pt. 1.

J.A.R.V.I.S. aparece no especial de TV de Natal, Marvel Super Hero Adventures: Frost Fight!, com a voz de Trevor Devall.

### Videogames
- J.A.R.V.I.S. aparece no videogame Iron Man, com a voz de Gillon Stephenson. Ele serve como fonte de informação para o jogador, informando-o de quaisquer soldados ou máquinas que eles devam conhecer.
- J.A.R.V.I.S. aparece no videogame Iron Man 2, com a voz de Andrew Chaikin. Kearson DeWitt e a invadem os Arquivos de Stark para roubar uma cópia do programa J.A.R.V.I.S. em uma trama para criar Ultimo.
- J.A.R.V.I.S. aparece em Iron Man 3: The Official Game, com a voz de Jeff Bottoms.
- J.A.R.V.I.S. aparece em Lego Marvel Super Heroes, com a voz de Troy Baker.
- J.A.R.V.I.S. aparece em Disney Infinity 3.0, mais uma vez com a voz de David Kaye.
- J.A.R.V.I.S. aparece em Lego Marvel's Avengers.